# Francisca Florenzano
Francisca Florenzano Valdés (1972) es una socióloga, profesora, académica chilena, que desde febrero de 2011 hasta marzo de 2014, se desempeñó como directora nacional del Servicio Nacional para la Prevención y Rehabilitación del Consumo de Drogas y Alcohol (SENDA), durante el primer gobierno de Sebastián Piñera.

## Estudios
Realizó sus estudios superiores en la carrera de la sociología en la Pontificia Universidad Católica (PUC) entre 1991 y 1995. Mediante la Beca Presidente de la República, efectuó un máster en políticas y planificación social, en el London School of Economics and Political Science (LSE), Inglaterra entre 2001 y 2002. Luego cursó un máster en salud pública en la Universidad de Cambridge, Inglaterra entre 2003 y 2005.  También, cursó un doctorado en salud pública en la Universidad de Chile, entre 2007 y 2010.

## Trayectoria profesional
Dentro de su carrera profesional, se ha desempeñado como académica e investigadora del Instituto de Sociología de la Pontificia Universidad Católica entre 2005 y 2010); profesora adjunta del Centro de Política Públicas del mismo plantel; y miembro de la Unidad de Investigación en Políticas y Sistemas de Salud, del Departamento de Medicina Familiar UC entre 2009 y 2010.
Durante el primer gobierno de Sebastián Piñera, fue designada como secretaria ejecutiva de la Consejo Nacional para el Control de Estupefacientes (CONACE), cargo que ejerció desde abril de 2010 hasta febrero de 2011.
Posteriormente, mediante la promulgación de la ley n° 20.502 —que creó el Ministerio del Interior y Seguridad Pública—, se dio continuidad a las labores del CONACE, creando el Servicio Nacional para la Prevención y Rehabilitación del Consumo de Drogas y Alcohol (SENDA). Asumió como directora nacional del nuevo organismo desde febrero de 2011.
Se desempeñaría como directora nacional del servicio durante un segundo período, entre 2012 y 2014, luego ser escogida a través del concurso público realizado por el Sistema de Alta Dirección Pública (SADP). Permanecería en el cargo hasta mediados de 2014, sin embargo, con la entrada del segundo gobierno de Michelle Bachelet, el 17 de marzo de ese año dejó SENDA luego que se le pidiera su renuncia luego de que ella mencionara que estudiaría eliminar a la marihuana del listado de «drogas duras».
Tiempo después, en abril de 2014 asumió como consultora en políticas desarrollo social en el Social Development Consultant hasta diciembre de 2014. Simultáneamente ejerció como directora de Asuntos Corporativos y Comunicaciones en la empresa farmacéutica estadounidense, Pfizer; entre agosto de 2014 y diciembre de 2016. Desde entonces, se desempeña como directora ejecutiva de la Fundación CorpArtes.
Paralelamente, durante el segundo gobierno de Sebastián Piñera, entre marzo de 2019 y marzo de 2022, fue integrante del Registro de Candidatas a Directorios para empresas SEP y de Empresas reguladas por la CMF, en el Ministerio de la Mujer y la Equidad de Género.

## Premios y reconocimientos
Ha sido reconocida cuatro veces como una de las «100 Mujeres Líderes de Chile», por el diario El Mercurio. Dichos reconocimientos han abarcado diferentes áreas: servicio público, sector privado, dirección de fundaciones y organizaciones sin fines de lucro.